# Seesen
Seesen er en by i Landkreis Goslar, i den tyske delstat Niedersachsen med 19.340 indbyggere (2018-12-31).  

## Geografi
Seesen ligger ved den  ved nordvestlige ende af mittelgebirgekæden Harzen, omkring 20 km vest for byen Goslar.

### Nabokommuner
Nabokommuner til Seesen er mod nord Bockenem, Lamspringe (begge i Landkreis Hildesheim) og Hahausen, mod øst Lautenthal og Wildemann, mod syd Bad Grund (i Landkreis Osterode am Harz) samt Bad Gandersheim og Kalefeld (begge i Landkreis Northeim) mod vest.

### Inddeling
Til kommunen Seesen hører udover hovedbyen med 11.119  indbyggere, følgende landsbyer:
- Bilderlahe (481 indb.)
- Bornhausen (1.044 indb.)
- Engelade (632 indb.)
- Herrhausen (747 indb.)
- Ildehausen (731 indb.)
- Kirchberg (547 indb.)
- Mechtshausen (383 indb.)
- Münchehof (1.571 indb.)
- Rhüden (2.801 indb.)

Indbyggertallene er pr.  31. december 2011

## Personer fra  Seesen
- Komponisten  Louis Spohr (1784-1859)  boede som barn i Seesen.
- Flygelfabrikanten   William Steinway blev født i 5. marts 1835 som Wilhelm Steinweg. Hans far,  Henry E. Steinway (Heinrich Engelhard Steinweg) byggede sit første flygel i Seesen i 1836.